# Liste der geschützten Landschaftsbestandteile in Halle (Saale)
Die Liste der geschützten Landschaftsbestandteile in Halle (Saale) nennt die geschützten Landschaftsbestandteile in Halle (Saale) in Sachsen-Anhalt.

## Liste
| Bild                                   | Nr.        | Bezeichnung                                       | Gemarkung       | Position                         | Beschreibung | Verordnung |
| -------------------------------------- | ---------- | ------------------------------------------------- | --------------- | -------------------------------- | --- | ---------- |
| z. B. Platanen am Rosa-Luxemburg-Platz | GLB0001HAL | Baumbestand des Stadtkreises Halle                |                 | 51° 28′ 58″ N, 11° 58′ 12″ O     | Schutz der Bäume, die in 1 m Höhe über dem Erdboden einen Stammumfang von mindestens 40 cm haben, sowie besonderer Schutz von Einzelbäumen der Arten Eibe, Kugelahorn, Rot- und Weißdorn, Kugelrobinie, Stechpalme, Ginkgo und weiterer dendrologischer Besonderheiten, die in 1 m Höhe über dem Erdboden einen Stammumfang von mindestens 30 cm haben. | 1994       |
|                                        | GLB0002HAL | Park Sagisdorf                                    | Sagisdorf       | 51° 29′ 17,9″ N, 12° 2′ 31,6″ O  | 2,52 ha. Historischer Park mit wertvollem Bestand mit Altbäumen. Artenreiche Kräuterflora und bedeutsames Brutbiotop für zahlreiche Vogelarten. | 1995       |
| weitere Bilder                         | GLB0003HAL | Pulverweiden                                      | Saaleaue        | 51° 28′ 24,6″ N, 11° 57′ 16,9″ O | 10,9 ha. Auenlandschaft im Überflutungsbereich der Saale mit einer Vielzahl charakteristischer Strukturen. Lebensraum für gefährdete bzw. geschützte Tierarten insbesondere der Vogelwelt (z. B. Klappergrasmücke, Buntspecht, Waldkauz), für Kleinsäuger (z. B. Waldspitzmaus) und für Wirbellose (z. B. Laufkäfer Blethisia multipunctata, Agonum gracilipes). Der Tümpel dient Lurchen und Libellen als Fortpflanzungsbiotop. Aufgehoben durch Überlagerung LSG „Saaletal“. | 1994       |
|                                        | GLB0004HAL | Park der ehemaligen Halleschen Motorenwerke (HMW) | Damaschkestraße | 51° 27′ 16,9″ N, 11° 59′ 4,6″ O  | 0,62 ha. Kleiner Park mit bemerkenswertem Altbaumbestand. Lebensraum für baum- und höhlenbrütende Vögel. Vegetationsbestandene Freifläche als Trittstein für Insekten im städtischen Bereich. | 1995       |
| weitere Bilder                         | GLB0005HAL | Amtsgarten                                        | Giebichenstein  | 51° 30′ 17,6″ N, 11° 57′ 24,5″ O | 5,33 ha. Historische Parkanlage, naturnahe Baumbestände, sehr alte und/oder sehr große Bäume, charakteristische Wuchsformen, seltene Arten. | 1995       |
| Park der ehemaligen Papierfabrik       | GLB0006HAL | Park der ehemaligen Papierfabrik Kröllwitz        | Kröllwitz       | 51° 30′ 33,8″ N, 11° 57′ 12,2″ O | 2,48 ha. Historische Parkanlage von charakteristischer Eigenart und Schönheit mit altem und wertvollem Baumbestand. Lebensraum für eine artenreiche Vogelwelt (z. B. Buntspecht, Nachtigall und Gartenbaumläufer), für gefährdete Säugetiere (z. B. Igel, Zwergmaus und Maulwurf) und für wirbellose Tierarten. | 1995       |
| weitere Bilder                         | GLB0007HAL | Park Seeben                                       | Seeben          | 51° 31′ 44,8″ N, 11° 58′ 48″ O   | 9,50 ha. Altbaumbestand mit sehr hohen und dickstämmigen Rotbuchen, Eichen, Eschen u. a., Bruch- und Moderholz sowie liegengebliebenen abgestorbenen Bäumen. Brut-, Nist- und Nahrungshabitat sowie Refugium für die Vögel, Kleinsäuger und Wirbellose (Käfer, Hautflügler, Schnecken). Nisthabitat für den vom Aussterben bedrohten Schwarzspecht sowie z. B. Rotmilan. Aufhebung durch Integration in das Landschaftsschutzgebiet.                                           | 1995       |
|                                        | GLB0008HAL | Gehölz bei Büschdorf                              | Büschdorf       | 51° 28′ 54,5″ N, 12° 1′ 57,4″ O  | 1,20 ha. Lebensraum zahlreicher Tiere und Pflanzen, z. B. Rotmilan, Pirol, Neuntöter und Feldsperling. Nahrungsgebiet von Fledermäusen, wie Großer Abendsegler und Zwergfledermaus. Vorkommen gefährdeter Pflanzen, wie Leonurus cardiaca. Im Offenland außerhalb des Gehölzes Vorkommen von Heuschrecken, wie Große Goldschrecke und Kurzflügelige Schwertschrecke. | 1995       |
| Bruckdorf Tagebaurestloch              | GLB0009HAL | Haldengehölz Bruckdorf                            | Bruckdorf       | 51° 27′ 5,4″ N, 12° 1′ 51,6″ O   | 15,9 ha. Weitgehend spontane Vegetationsentwicklung auf Braunkohlenabraumhalde. Bruthabitat von Vogelarten z. B. Rotmilan. Lebensraum bedrohter Insektenarten, insbesondere von Heuschrecken (z. B. Feldgrashüpfer, Blauflüglige Ödlandschrecke) und Laufkäfern (z. B. Poecilus punctulatus), sowie Standort bedrohter Pflanzenarten (z. B. Acker-Gipskraut). | 1995       |
| weitere Bilder                         | GLB0010HAL | Amselgrund und Kreuzer Teich                      | Kröllwitz       | 51° 30′ 13,3″ N, 11° 56′ 48,5″ O | 15,2 ha. Lebensraum für in ihrem Bestand bedrohte Pflanzen- und Tierarten, insbesondere für Amphibien (z. B. Knoblauchkröte, Massenlaichplatz der Erdkröte), Reptilien (z. B. Ringelnatter), Vögel (z. B. Eisvogel) und Schnecken (z. B. Felsbewohner wie Balea perversa). | 1995       |
| weitere Bilder                         | GLB0011HAL | Großer und Kleiner Galgenberg                     |                 | 51° 30′ 21,6″ N, 11° 58′ 27,1″ O | 17,4 ha. Lebensraum in ihrem Bestand bedrohter wildwachsender Pflanzen- (z. B Ohrlöffel-Leimkraut) sowie bedrohter Insektenarten, insbesondere von Heuschrecken (z. B. Feldgrashüpfer, Blauflügelige Ödlandschrecke, Punktierte Zartschrecke) und bedrohter Kleinsäuger (z. B. Igel, Feldspitzmaus) sowie Amphibien (Kammmolch). | 1995       |
| Nutztiergarten Goldberg                | GLB0012HAL | Goldberg                                          | Mötzlich        | 51° 30′ 20,5″ N, 12° 0′ 38,9″ O  | 39,3 ha. Fortpflanzungshabitat bedrohter Amphibien- (Knoblauchkröte) und Libellenarten (z. B. Keilflecklibelle, Kleine Königslibelle), sowie Lebensraum bedrohter Kleinsäuger (z. B. Igel, Feldspitzmaus) und Vögel (z. B. Wespenbussard). Lebensraum geschützter Tierarten (insbesondere Schmetterlinge, Vögel und Kleinsäuger). | 1995       |